# دیار فراتی
دیار فراتی (انگلیسی: Dijar Ferati؛ زادهٔ ۲۴ سپتامبر ۲۰۰۸) بازیکن فوتبال اهل سوئد است که در حال حاضر برای باشگاه فوتبال اوتسیکتنس بازی می‌کند.

## دوران حرفه‌ای
او پیش از پیوستن به تیم سوپرتانی باشگاه فوتبال اوتسیکتنس در آوریل ۲۰۲۴، عضو آکادمی باشگاه فوتبال گوتبورگ بود.
در ۲۷ آوریل ۲۰۲۴، در سن ۱۵ سال و ۷ ماهگی، او اولین بازی لیگ خود را برای اوتسیکتنس در برابر باشگاه فوتبال لاندسکرونا بویس انجام داد. با این کار، فراتی به اولین فوتبالیست مرد متولد ۲۰۰۸ تبدیل شد که در یکی از دو لیگ رده برتر کشور سوئد بازی کرده است.